# 日正寺 (札幌市)

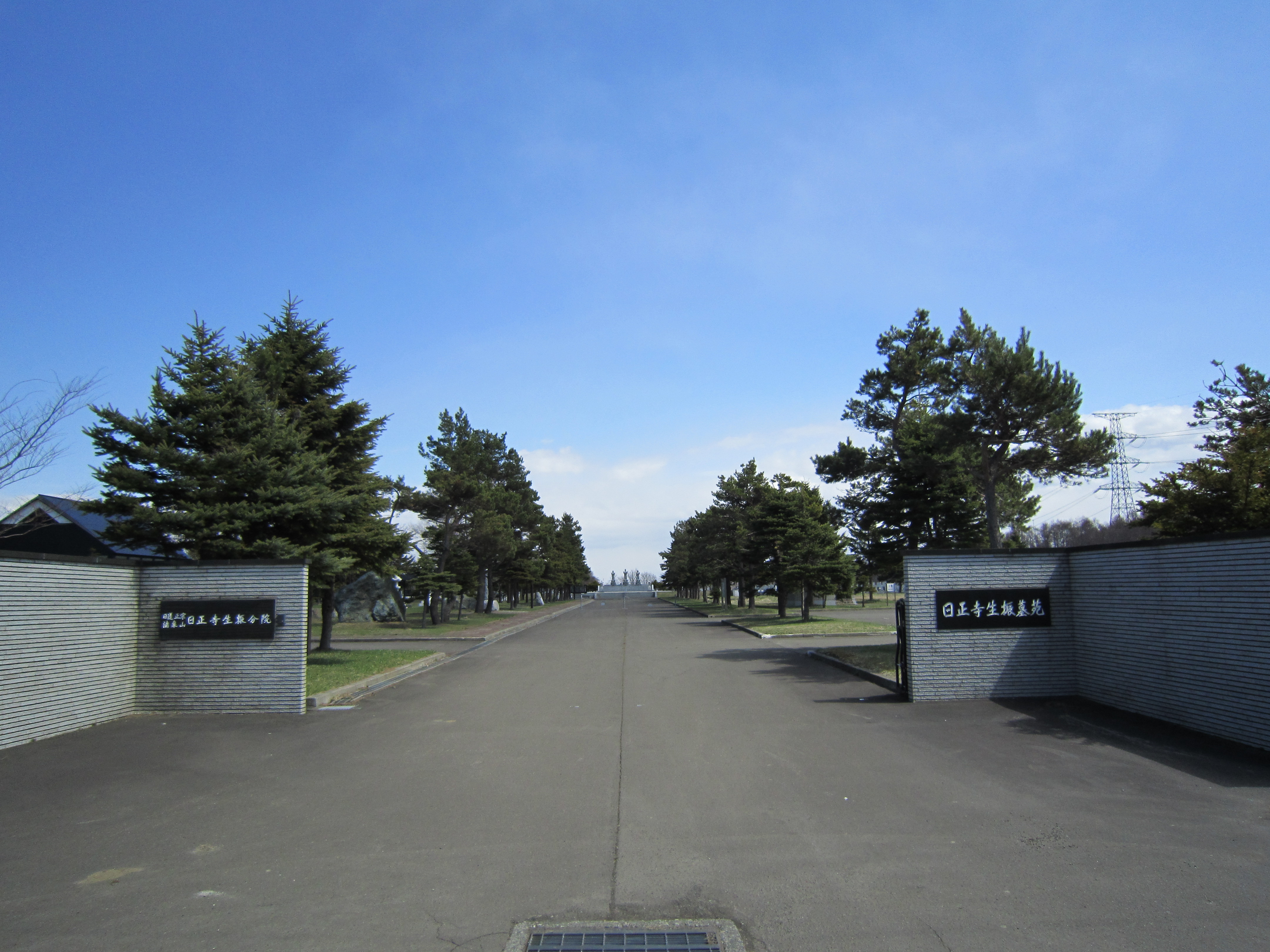
日正寺生振分院

日正寺（にっしょうじ）は、北海道札幌市北区に所在する日蓮正宗の寺院。山号は法泉山（ほうせんざん）。

## 所在地
- 北海道札幌市北区北36条西4丁目1-1
  - 生振分院：北海道石狩市生振671

## 概要
1918年(大正7年)8月、開道五十年記念北海道博覧会の札幌での開催に際し、見物客多数が札幌に集まる好機に、第56世日応、阿部法運(後の第60世日開)、小笠原慈聞、有元広賀(妙光寺第2代・大慈院日仁贈上人)が来札、街頭布教が行なわれる。この時、新入信者十数名を教化する成果に、ようやく意気上がる機会を得る。訳あって江別の関伊助宅に安置していた廃寺の法道山興隆寺安置の御本尊と御影を札幌山鼻町の仮布教所に遷座。9月6日、日応が親教し、念願の札幌開教をなす。
翌1919年(大正8年)に北10条の地に、1954年(昭和29年)に現在地へと、年輪を重ねるにつれ道都札幌の発展に伴い寺檀共に隆盛著しく、特に第4代住職・常義院日誉贈上人(秋山海学)時代の発展は高度経済成長も手伝い目覚ましく、1983年(昭和58年)10月20日に現在地にて本堂の建替新築をなす。第66世日達親教(昭和50年)で「北海道におけるところの本山格の寺と面目を一新」との指南をもって第67世日顕が「玄関のロビーに『法礎』とおしたためくださいましたこの日正寺」と落慶法要の祝辞にあるように、全国の末寺中有数の規模にまで発展興隆するに至る。

## 起源と歴史
- 1906年（明治39年）5月8日 - 江別村（現在の江別市）に第25号石狩教会所設置が北海道庁長官より許可される[7]。開基は日蓮正宗総本山第56世法主日応[8]。
  - 石狩教会所は法道山興隆寺の寺号山号を日応より賜ったが、まもなく富士製紙工場建設のため立ち退きを余儀なくされる[9]。
- 1918年（大正7年）9月6日 - 第56世日応、現在の札幌市北区北12条西1丁目に札幌布教所の開堂法要を奉修（開基は第56世日応、この日を札幌開教記念日と定める）[10]。
- 1921年（大正10年）
  - 2月16日 - 現在の札幌市北区北10条西1丁目に第37号札幌教会所として北海道庁長官より許可される[11][12]。
  - 2月26日 - 初代担任教師に真弓智広[13]。
- 1924年（大正13年）1月7日 - 真弓智広担任教師を辞職[14]。
  - 5月2日 - 兼務担任教師に小樽教会担任教師･真弓智広[14]。
- 1925年（大正14年）5月14日 - 第2代担任教師に西方慈正[15]。
- 1926年（大正15年）
  - 5月16日 - 本門法華宗と法論[16][17]。
  - 7月21日 - 第3代担任教師に藤本玄奘[15]。
- 1940年（昭和15年）11月29日 - 第3代担任教師逝去[18]。
- 1942年（昭和17年）2月20日 - 兼務担任教師に小樽教会担任教師･辰野慈忠[12]。
- 1944年（昭和19年）2月5日 - 第4代主管者に秋山海学[12][19]。
- 1948年（昭和23年）
  - 9月30日 - 寺号が定められ「日正寺」となる。寺号は「日蓮正宗の寺」に由来か[20]。
  - 11月27日 - 仏間増築落成式並びに札幌開教30周年寺号公称記念法要[21]。
- 1954年（昭和29年）
  - 3月27日 - 類焼により焼失[22]。
  - 10月12日 - 現在地に移転、落成入仏式[22]。
- 1955年（昭和30年）3月11日 - 第64世日昇親教、一泊[22]。
- 1957年（昭和32年）
  - 2月16日 - 日正寺法華講を結成[23]、初代講頭に反橋信一[24]。
  - 5月12日 - 第65世日淳立寄、一座の勤行、松のお手植え[25]。
  - 8月18日 - 第65世日淳立寄[26]。
- 1958年（昭和33年）7月6日 - 第65世日淳立寄、お手植え[26]。
- 1959年（昭和34年）
  - 4月2日 - 第65世日淳より「法泉山」と山号を賜る[27]。
  - 9月2日 - 日蓮正宗総監・細井精道（後の第66世日達）、第65世日淳名代として札幌開教40周年本堂落慶入仏法要を奉修[28]。
  - 11月13日 - 第4代住職、第65世日淳より「大法護持其寺の繁栄に尽力。本堂を建立して寺院の面目を一新。宗門教師の模範」（取意）として賞状と袈裟を賜る[29]。
  - 12月3日 - 檀信徒一同、第66世日達より「本堂建立に際し浄財を寄進せられ寺院を荘厳。宗内檀信徒の模範」（取意）として賞状を賜る[30]。
- 1960年（昭和35年）11月4日 - 第66世日達立寄、休憩[26]。
- 1964年（昭和39年）10月31日 - 第66世日達一行、宿泊[31]。
- 1965年（昭和40年）4月11日 - 第66世日達一行、休憩[32]。
- 1966年（昭和41年）
  - 11月8日 - 第4代住職、北海道千歳市に法涌寺建立寄進。第66世日達親修[33]。
  - 12月5日 - 第4代住職、権大僧都に特叙される[34]。
  - 12月8日 - 第4代住職、第八布教区宗務支院長に任ぜられる[35]。
- 1968年（昭和43年）9月19日 - 第66世日達、札幌開教50周年法要を奉修、親教[36][37]。
- 1969年（昭和44年）
  - 4月1日 - 第4代住職、宗規改正により北海道第一布教区宗務支院長に任ぜられる[38]。
  - 4月22日 - 第66世日達立寄[39]。
- 1971年（昭和46年）9月5日
  - 第4代住職、北海道江別市に正隆寺建立寄進、第66世日達親修[40][41]。
  - 第66世日達立寄[42]。
- 1972年（昭和47年）9月12日 - 第66世日達、竜口法難会奉修[43][44]。
- 1973年（昭和48年）7月12日 - 第66世日達立寄[45]。
- 1975年（昭和50年）
  - 9月9日 - 第66世日達、庫裡新築落慶法要を奉修[46]。親教[47]にて「北海道におけるところの本山格の寺と面目を一新」[4]。
  - 9月10日 - 第66世日達、一泊[43]。
  - 9月11日 - 第66世日達朝勤[48]。
- 1976年（昭和51年）
  - 6月17日 - 第66世日達、一泊[43]。
  - 6月18日 - 第66世日達朝勤[49]。
- 1977年（昭和52年）
  - 7月20日 - 第66世日達、一泊[50]。
  - 7月21日 - 第66世日達朝勤[51]。
- 1978年（昭和53年）
  - 9月5日 - 第4代住職、御師範上人報恩のため札幌開教60周年を記念して札幌市豊平区（現清田区）に大慈院建立寄進。第66世日達親修[52][53]、その後一泊[43]。
  - 9月6日 - 第66世日達朝勤[54]。
- 1979年（昭和54年）8月2日  - 日蓮正宗総監に第3代担任教師子息・藤本榮道[55]。
- 1980年（昭和55年）
  - 10月9日 - 第67世日顕、一泊[43]。
  - 10月11日 - 第4代住職、北海道伊達市に法弘寺建立寄進。第67世日顕親修[56]。
  - 12月19日 - 第67世日顕一行、一泊[43]。
- 1981年（昭和56年）
  - 4月6日 - 宗務院渉外部長に第4代住職弟子・秋元広学[57]。
  - 8月30日 - 大石寺主任理事に第3代担任教師実子・八木信瑩[58]。
- 1983年（昭和58年）10月20日 - 第67世日顕、札幌開教65周年現本堂新築落慶法要を奉修、親教[59][60]。
- 1986年（昭和61年）9月27日  - 第4代住職、北海道石狩町（現石狩市）生振に分院を建立、落慶入仏法要を奉修[61]。
- 1988年（昭和63年）
  - 3月31日
    - 第4代住職能化（権僧正）に補任される[62]。
    - 第3代担任教師子息・藤本榮道、能化（権僧正）に補任され[62]「常徳院」の号を賜り[63]藤本日潤と名乗る。

  - 9月17日 - 生振分院に墓苑開苑[64]。
  - 10月27日 - 北海道第一布教区宗務支院長・第4代住職遷化[65]。
    - 28-29日 - 仮通夜、密葬[66]。

  - 11月1日 - 第67世日顕、第4代住職本葬を執行、前日10月31日に本通夜執行[67]。
  - 12月3日 - 第5代住職に河辺慈篤[68]。
- 1989年（平成元年）6月17日 - 第5代住職、北海道第一布教区宗務支院長に任ぜられる[69]。
- 1991年（平成3年）9月29日 - 「平成6年法華講地涌6万人大結集」に向け1,100余名が結集し満堂の本堂にて決起大会開催[70]。
- 1992年（平成4年）
  - 9月27日 - 第67世日顕、日正寺にて北海道第一布教区親教[71][72]。
  - 10月10-11日 - 第1回支部総登山、1,021名が総本山に登山。常来坊にて千葉・徳島・大分各県を含む７箇支部合同による記念大会を開催[73]。
- 1994年（平成6年）7月24日 - 「地涌六万人大結集」に1,241人が総本山に登山結集[74]。
- 1999年（平成11年）9月28日 - 第6代住職に財務部長・長倉教明[75]。
- 2000年（平成12年）
  - 3月31日
    - 第3代担任教師子息・藤本日潤、僧正に叙せられる[76]。
    - 第3代担任教師実子・八木信瑩、能化（権僧正）に補任され[76]「常要院」の号を賜り[77]八木日照と名乗る。
- 2005年（平成17年）
  - 3月29日
    - 第3代担任教師子息・藤本日潤、総監を辞す[78]。
    - 宗務院庶務部長に第3代担任教師実子・八木日照[78]。

  - 7月23日 - 日蓮正宗重役に第3代担任教師子息・藤本日潤[79]。
  - 12月15日 - 宗務院庶務部長から日蓮正宗総監に第3代担任教師実子・八木日照[80]。
- 2015年（平成27年）2月21日
  - 第6代住職、能化（権僧正）に補任される[81]。
  - 第4代住職弟子・宗務院渉外部長、能化（権僧正）に補任され「慧法院」の号を賜り[82]秋元日高と名乗る。
- 2016年（平成28年）12月12日 - 宗務院渉外部長から同庶務部長に第4代住職弟子・秋元日高[83]。
- 2017年（平成29年）
  - 7月24日 - 宗務院財務部長・第6代住職遷化[84]。
  - 7月27日 - 第68世日如、第6代住職葬儀を執行、前日26日に通夜執行[85]。
  - 8月23日 - 第7代住職に北海道第一布教区宗務支院長・藤原広行[86]。
- 2018年（平成30年）
  - 9月6日
    - 札幌開教100周年を迎える。
    - 未明に北海道胆振東部地震発生。

  - 10月1日
    - 第7代住職、北海道第一布教区宗務支院長を辞す[87]。
    - 同宗務支院長に第4代住職弟子・上地広暁[87]。
- 2019年（令和元年）7月20日 - 第68世日如、札幌開教100年記念法要を奉修、親教[88][89][90]。
- 2023年（令和5年）12月14日
  - 第3代担任教師実子・八木日照、任期満了により日蓮正宗総監を退任。[91]
  - 第4代住職弟子・秋元日高、任期満了により宗務院庶務部長を退任。[91]

## 歴代住職（担任教師）
- 初 代 九州阿智広房日義大徳（真弓姓）
- 第2代 仙台阿慈正房日順大徳（西方姓）
- 第3代 志田阿玄奘房日素大徳（藤本姓）
- 兼 務 天竜阿慈忠房日信大徳（辰野姓、歴代には数えない）
- 第4代 常義院日誉贈上人（秋山姓、興隆阿闍梨海学）
- 第5代 妙恭阿慈篤房日信大徳（河邊姓）
- 第6代 慧真院日延贈上人（長倉姓、法覚阿闍梨教明）
- 第7代 藤原広行（妙因阿闍梨）

※初代担任教師と第4代住職は大慈院日仁贈上人（有元広賀）の弟子、第7代住職は同贈上人の孫弟子。
※故人の法号は生振分院歴代墓所供養塔の刻印参照

## 寺院周辺
- 札幌新道
- 麻生自動車学校

## 交通アクセス
- 鉄道
  - 札幌市営地下鉄南北線北34条駅1番出口から徒歩3分。
- 自家用車
  - 札樽自動車道札幌北インターチェンジ小樽方向から3分、旭川・苫小牧方向から5分。
  - 駐車場有。